# Lista conducătorilor Saxoniei

Blazonul Saxoniei începând cu instaurarea Casei de Ascania la conducerea ducatului în 1180

Listă a conducătorilor Saxoniei.

### Duci timpurii
- Hadugato (fl. c. 531)
- Berthoald (fl. c. 627)
- Theoderic (fl. c. 743 – 744)
- Widukind (fl. c. 777 – 810)
- Abo de Saxonia (fl. c. 785 – 811)

### Dinastia Ottoniană
| Imagine | Nume                    | Dată              | Note |
| ------- | ----------------------- | ----------------- | ---- |
|         | Liudolf I               | 850 – 864 sau 866 |      |
|         | Bruno                   | 864 sau 866 - 880 |      |
|         | Otto I                  | 880 – 912         |      |
|         | Henric I                | 912 – 936         |      |
|         | Otto al II-lea cel Mare | 936 – 961         |      |

### Dinastia Billungilor
| Imagine | Nume              | Dată        | Note |
| ------- | ----------------- | ----------- | ---- |
|         | Herman            | 961 - 973   |      |
|         | Bernard I         | 973 – 1011  |      |
|         | Bernard al II-lea | 1011 – 1059 |      |
|         | Ordulf            | 1059 – 1072 |      |
|         | Magnus            | 1072 – 1106 |      |

### Dinastia Süpplingenburg
| Imagine | Nume     | Dată        | Note |
| ------- | -------- | ----------- | ---- |
|         | Lothar I | 1106 – 1137 |      |

### Dinastia Welfilor
| Imagine | Nume                        | Dată        | Note |
| ------- | --------------------------- | ----------- | ---- |
|         | Henric al II-lea cel Mândru | 1137 – 1139 |      |

### Dinastia Ascanienilor
| Imagine | Nume         | Dată        | Note |
| ------- | ------------ | ----------- | ---- |
|         | Albert Ursul | 1139 – 1142 |      |

### Dinastia Welfilor
| Imagine | Nume                   | Dată        | Note |
| ------- | ---------------------- | ----------- | ---- |
|         | Henric al III-lea Leul | 1142 – 1180 |      |

### Dinastia Ascanienilor
| Imagine | Nume               | Dată        | Note |
| ------- | ------------------ | ----------- | ---- |
|         | Bernard al III-lea | 1180 – 1212 |      |
|         | Albert I           | 1212 - 1260 | f    |
|         | Ioan I             | 1260 – 1282 |      |
|         | Albert al II-lea   | 1260 – 1296 |      |
|         | Albert al III-lea, | 1282 – 1296 |      |
|         | Eric I,            | 1282 – 1296 |      |
|         | Ioan al II-lea,    | 1282 – 1296 |      |

#### Duci de Saxa-Lauenburg
- Eric I 1296 – 1303, domnie comună a fraților
- Ioan al II-lea 1296 – 1303, domnie comună a fraților
- Albert al III-lea 1296 – 1303, domnie comună a fraților

##### Duci de Saxa-Bergedorf-Mölln
- Ioan al II-lea, 1285 – 1321
- Albert al IV-lea, 1321 – 1343
- Ioan al III-lea, 1343 – 1356
- Albert al V-lea, 1356 – 1370
- Eric al III-lea, 1370 – 1401

##### Duci de Saxa-Ratzeburg-Lauenburg
- Eric I, 1305 – 1361
- Eric al II-lea, 1361 – 1368
- Eric al IV-lea, 1368 – 1412

### Duci Wettin de Saxonia

#### Duci albertini de Saxonia
- Albert cel Inimos (1464-1500)
- Georg cel Bărbos (1500-1539)

## Regi ai Saxoniei
| Imagine         | Nume                                        | Început domnie    | Sfârșit domnie    | Note                                                                                             |
| Dinastia Wettin | Dinastia Wettin                             | Dinastia Wettin   | Dinastia Wettin   | Dinastia Wettin                                                                                  |
| --------------- | ------------------------------------------- | ----------------- | ----------------- | ------------------------------------------------------------------------------------------------ |
|                 | Frederic Augustus I Friedrich August I      | 20 decembrie 1806 | 5 mai 1827        | Duce de Varșovia 1807-1813. Supranumit "cel Drept"                                               |
|                 | Anton                                       | 5 mai 1827        | 6 iunie 1836      | Frate cu Frederic Augustus I.                                                                    |
|                 | Frederic Augustus II Friedrich August II    | 6 iunie 1836      | 9 august 1854     | Nepot al lui Anton.                                                                              |
|                 | Ioan Johann                                 | 9 august 1854     | 29 octombrie 1873 | Frate cu Frederic Augustus II.                                                                   |
|                 | Albert                                      | 29 octombrie 1873 | 19 iunie 1902     | Fiu al lui Ioan. Supranumit "cel Bun"                                                            |
|                 | George Georg                                | 19 iunie 1902     | 15 octombrie 1904 | Frate cu Albert.                                                                                 |
|                 | Frederick Augustus III Friedrich August III | 15 octombrie 1904 | 13 noiembrie 1918 | Fiu al lui George. Ultimul rege al Saxoniei. Și-a pierdut tronul la revoluțiile germane în 1918. |